# 이일수
이일수(李一秀, 1956년 10월 27일~ , 부산)는 대한민국의 제10대 기상청장을 지낸 공무원이다.

## 학력
- 기장종합고등학교 졸업
- 공군사관학교 전자공학 학사
- 동국대학교 행정대학원 행정학 석사
- 맨체스터대학교 대학원 기술정책학 석사
- 건국대학교 경영전문대학원 기술경영학 박사과정 재학

## 경력
- 1988.07 ~ 1997.05 : 과학기술처 행정사무관
- 1997.05 ~ 2001.02 : 과학기술부 서기관
- 2001.02 ~ 2005.03 : 경제개발협력기구 한국대표부 과학참사관
- 2005.03 ~ 2005.10 : 과학기술부 과학기술협력국 미주기술협력과장
- 2005.10 ~ 2007.09 : 과학기술부 총무과장
- 2007.09 ~ 2010.03 : 기상청 기획조정관
- 2010.03 ~ 2011.05 : 부산지방기상청장
- 2011.05 ~ 2012.04 : 기상청 기획조정관
- 2012.04 ~ 2013.03 : 기상청 차장
- 2013.03 ~ 2013.08 : 기상청 청장

| 전임 조하만 | 제7대 기상청 차장 2012년 4월 9일 ~ 2013년 3월 17일 | 후임 조주영 |

| 전임 조석준 | 제10대 기상청장 2013년 3월 18일 ~ 2013년 8월 30일 | 후임 조주영 (직무대행) |